# Agência Nacional de Aviação Civil
A Agência Nacional de Aviação Civil (ANAC) é uma agência reguladora federal cuja responsabilidade é normatizar e supervisionar a atividade de aviação civil no Brasil, tanto no que toca seus aspectos econômicos quanto no que diz respeito à segurança técnica do setor. 
A substituição de órgãos diretamente ligados ao governo por uma autarquia, em 2005, visou a uma administração mais autônoma e técnica da aviação civil nacional, buscada por meio de descentralização administrativa e menor influência política direta. Muitos especialistas defenderam a medida argumentando que ela influenciaria positivamente o setor atraindo investimentos, dada a criação de um ambiente econômico propício devido à criação e manutenção de regras novas e estáveis.

Em maio de 2017, as companhias aéreas foram autorizadas a cobrar pelo transporte das bagagens despachadas dos passageiros. A mudança, instituída por resolução da ANAC, foi uma maneira de assegurar aos consumidores o direito a escolher os serviços que preferiam contratar, com maior transparência nas relações de consumo. A novidade representou o fim da venda casada da passagem aérea e da tarifa de bagagem, a qual era embutida no preço final do bilhete. O novo modelo, considerado racional e eficiente, desobriga o passageiro que embarca sem bagagem de arcar com os custos do transporte das malas daqueles que preferem despachá-las. Para avaliar os benefícios trazidos pela norma, a ANAC fará uma reavaliação da regra em 2021.

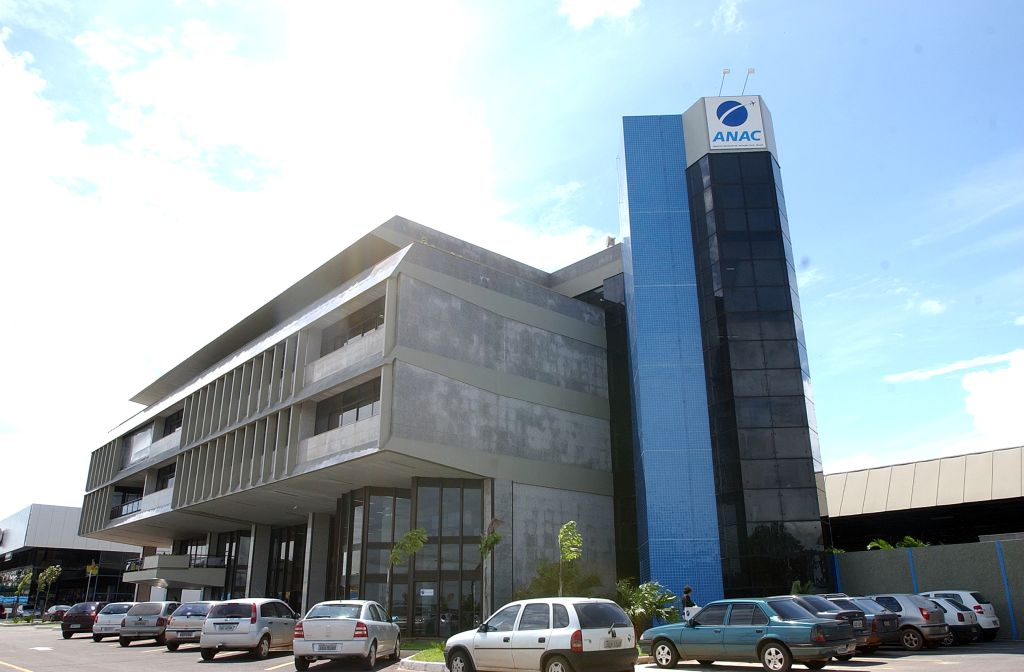
Antiga sede da ANAC, em Brasília.

## Responsabilidades
A principal atribuição da Agência consiste na regulação das atividades de aviação civil, o que inclui, por exemplo, a manutenção da segurança de voo, a normatização e supervisão da infra-estrutura aeroportuária, a qualificação e certificação de pessoas, a certificação e validação de novas aeronaves, a monitoração, normatização administrativa e fiscalização das relações econômicas de consumo no âmbito da aviação civil.
Existem duas atividades que fazem parte do escopo da aviação civil mas não são atribuições da ANAC: A gestão do tráfego aéreo, realizada pelo Departamento de Controle do Espaço Aéreo (Decea); e a investigação de acidentes, cuja responsabilidade é do Centro de Investigação e Prevenção de Acidentes Aeronáuticos (Cenipa). Ambas atividades continuaram sendo realizadas por órgãos que são parte do Comando da Aeronáutica, subordinados ao Ministério da Defesa.
As atividades finalísticas da ANAC se dividem em dois grandes campos: a Regulação econômica e a regulação técnica.

### Regulação econômica
Entre as atividades relacionadas com a regulação econômica tem-se a concessão da exploração de rotas e de infraestrutura aeroportuária (slots nos aeroportos, por exemplo), o estabelecimento de acordos bilaterais com outros países, a fiscalização dos serviços aéreos e das concessões outorgadas, e - em conjunto com o Conselho Administrativo de Defesa Econômica, a coibição de práticas de concorrência abusiva.

### Regulação técnica
No âmbito técnico, a Agência é responsável por assegurar que o transporte aéreo seja realizado dentro de padrões mínimos de segurança da aviação civil.
Em Língua portuguesa e no contexto da aviação, a palavra "segurança" engloba dois aspectos que são separados na terminologia inglesa: a segurança de voo, designada pela palavra "safety", e a proteção contra atos ilícitos ("security", em inglês).

#### Safety
No escopo da segurança de voo (safety), a OACI preconiza que sejam reguladas cinco grandes áreas. No Brasil, a ANAC é responsável por quatro grandes áreas:
- Aeronavegabilidade: Abrange regular as atividades de certificação de aeronaves, bem como a normatização e fiscalização dos padrões de manutenção de aeronaves e a gestão do Registro Aeronáutico Brasileiro (RAB).
- Certificação de pessoal: Visa estabelecer os padrões mínimos para a formação e qualificação do pessoal da aviação civil, a normatização relativa ao funcionamento de escolas de aviação, aeroclubes e centros de treinamento de aviação, bem como das perícias e habilidades necessárias para o desenvolvimento das prerrogativas profissionais aplicáveis. A emissão de licenças e habilitações para pilotos, comissários de voo, mecânicos de manutenção aeronáutica, etc. são as principais saídas do processo. A regulação também inclui requisitos de saúde física e mental dos profissionais de aviação, bem como do nível de proficiência em inglês dos pilotos.
- Operações de Voo: A atividade engloba tanto a certificação e fiscalização de empresa de transporte aéreo regular (empresas aéreas nacionais e internacionais que vendem passagens com data e hora pré-definidas) e não-regular (táxi aéreo e voos fretados) quanto a autorização e fiscalização de operadores agrícolas e de operações mais especificas, como as operações experimentais, as competições e shows aéreos e operações com carga externa, além da certificação e fiscalização de  operações aéreas executadas por órgãos civis de segurança pública, como por exemplo da Polícia Federal, Polícias Civis Estaduais, IBAMA, Receita Federal, etc.
- Aeródromos: Regular os aeródromos inclui atividades como supervisionar suas condições de pista e pátio, bem como o trabalho das pessoas físicas e jurídicas que administram efetivamente as pistas de pouso, os aeroportos privados, os aeroportos públicos, os helipontos e os heliportos. No caso específico dos grandes aeroportos, como o de Guarulhos ou o Galeão, uma das atividades da ANAC é supervisionar o trabalho da Infraero ou concessionárias, bem como as condições de operação das empresas aéreas e empresas de suporte as operações que ali operam.

#### Security
As atividades de security visam a prevenção contra atos ilícitos em aeroportos e aeronaves, principalmente os atentados terroristas envolvendo a aviação.

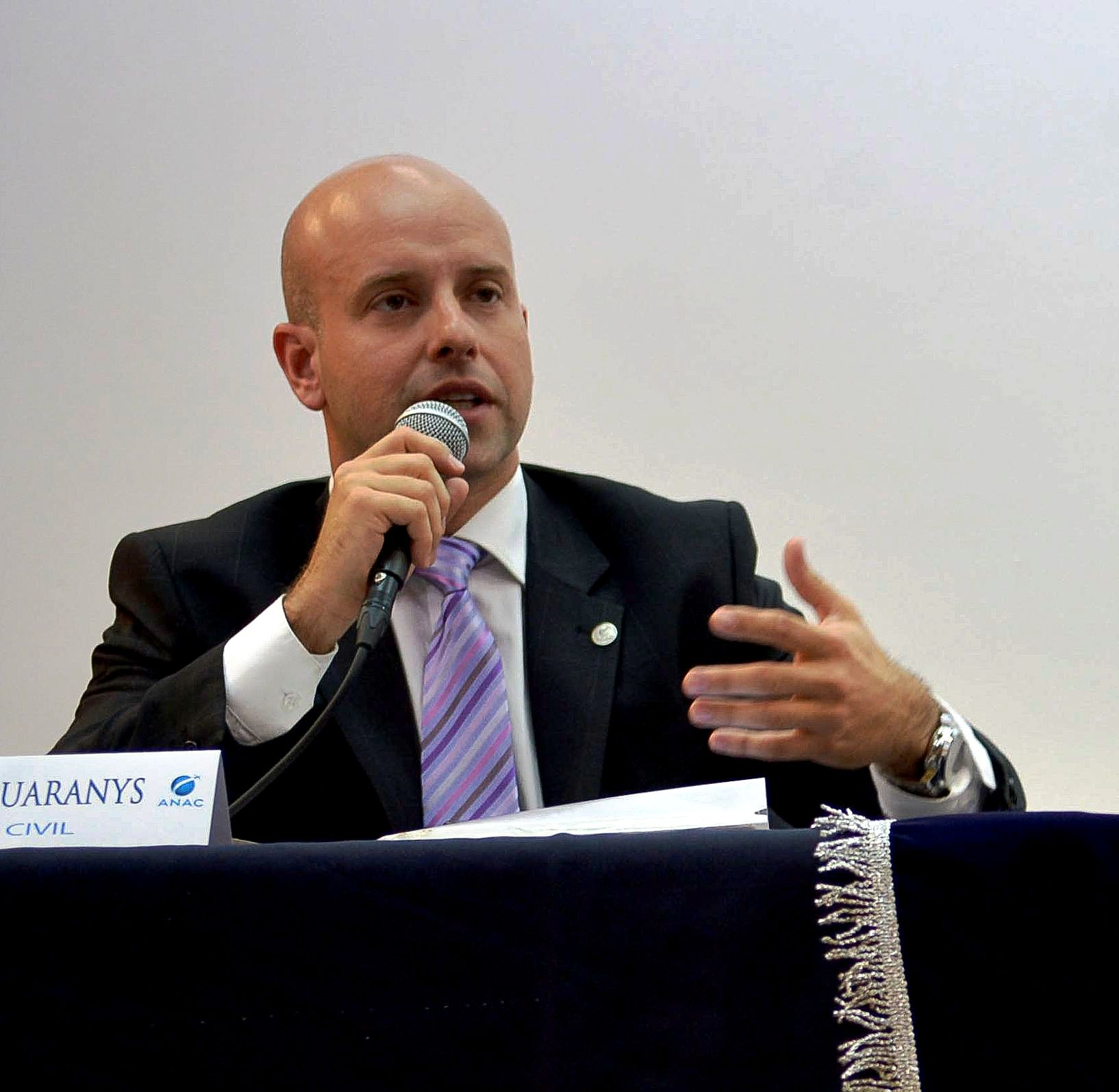
Brasília - O ex-presidente da ANAC, Marcelo Pacheco dos Guaranys

## Histórico
A agência foi criada pela lei federal nº 11 182 de 27 de setembro de 2005 e instalada através do decreto federal nº 5 731 de 20 de março de 2006.
A ANAC assumiu as atribuições de vários órgãos pertencentes ao Comando da Aeronáutica: o Departamento de Aviação Civil (DAC) e seus Serviços Regionais de Aviação Civil (SERAC), o Instituto de Ciências da Atividade Física da Aeronáutica (ICAF), o Instituto de Aviação Civil (IAC) e a Divisão de Certificação de Aviação Civil do Instituto de Fomento e Coordenação Industrial (IFI). 
Assim como as demais agências reguladoras federais brasileiras, a ANAC é um órgão civil da administração federal indireta. Entretanto, inicialmente a ANAC possuiu em seus quadros técnicos apenas militares da aeronáutica, pertencentes ao Departamento de Aviação Civil (DAC) e demais órgãos militares que desempenhavam funções no escopo da aviação civil que foram atribuídas à ANAC. 
O decreto federal 5 731 (Art. 12,  § 1o ) determinou que estes militares deveriam retornar a Força Aérea Brasileira em um prazo máximo de 5 anos. 
Para compor seus quadros de servidores civis, em fevereiro de 2007 a ANAC publicou edital para a realização de seu primeiro concurso público. Outros concursos públicos foram realizados em 2009, 2012 e 2015.
Desde sua criação, em 2005, a agência teve seis diretores presidentes: Milton Zuanazzi, Denise Abreu, Solange Paiva Vieira, Carlos Eduardo Pellegrino (interinamente), Marcelo Pacheco dos Guaranys, José Botelho de Queiroz (interinamente) e José Botelho de Queiroz.
Entre março de 2006 e agosto de 2011, a ANAC permaneceu vinculada ao Ministério da Defesa. Com a Lei nº 12 462 de 4 de agosto de 2011, a ANAC passou a ser vinculada a então recém-criada Secretaria de Aviação Civil da Presidência da República (SAC): através da alteração da Lei de Criação da ANAC, foi estabelecida a vinculação financeira (Art. 8º inciso XXXIX ) e a vinculação administrativa (Art. 8º inciso XL) da ANAC para com a SAC, apesar desta alteração não ter sido um ato jurídico perfeito, pois falhou em alterar a redação do Artigo 1º da Lei de Criação da ANAC, equivocadamente mantendo no texto legislativo a vinculação da ANAC para com o Ministério da Defesa. Em maio de 2016, com a reforma ministerial efetuada pelo Presidente da República à época, a ANAC passou a ser vinculada ao Ministério dos Transportes, Portos e Aviação Civil. Em janeiro de 2019, com a nova reforma ministerial proposta pelo então recém empossado Presidente da República, o antigo Ministério dos Transportes, Portos e Aviação Civil passou a ser denominado Ministério da Infraestrutura. Apesar de estas duas últimas reformas ministeriais terem alterado o órgão do poder executivo federal ao qual a ANAC é vinculada, a Lei de Criação da ANAC não foi atualizada para refletir a vinculação funcional.

## Aspectos legais e organização interna
A Agência Nacional de Aviação Civil (ANAC) é uma agência reguladora federal. O órgão tem o status legal de autarquia especial, vinculada ao Ministério da Infraestrutura, o que significa que, legalmente, o órgão possui mais autonomia administrativa e financeira do que um órgão diretamente ligado à administração direta do governo federal. Uma de suas prerrogativas é a de se normatizar internamente, estabelecendo seu próprio organograma de forma autônoma.
A Agência Nacional de Aviação Civil se organiza a partir de uma Diretoria Colegiada com quatro Diretores e um Diretor-Presidente. Seus membros são indicados pelo Presidente da República, e submetidos a sabatinas pelo Senado Nacional. Se a indicação for aceita pelo Senado, passam a exercer um mandato normalmente de cinco anos. Ligados as Diretorias, existem assessorias e superintendências.
Existem superintendências que realizam as atividades-meio essenciais ao funcionamento da agência, como gestão de pessoal, de licitações e de contratos com empresas terceirizadas. 
As superintendências que efetivamente desempenham a atividade de regulação são aquelas relacionadas às áreas-fim da agência. No passado, cada superintendência de área finalística (aeronavegabilidade; operações aéreas e certificação de pessoas; infraestrutura aeroportuária;  serviços aéreos e regulação econômica) estava diretamente ligada a uma diretoria. Atualmente, todas as superintendências estão subordinadas a diretoria-colegiada como um todo.
A ANAC é composta pelas seguintes superintendências:
- Áreas Finalísticas:
  - Superintendência de Ação Fiscal (SFI)
  - Superintendência de Padrões Operacionais (SPO)
  - Superintendência de Infraestrutura Aeroportuária (SIA)
  - Superintendência de Aeronavegabilidade (SAR)
  - Superintendência de Acompanhamento de Serviços Aéreos (SAS)
  - Superintendência de Regulação Econômica de Aeroportos (SRA)
- Áreas de Suporte:
  - Superintendência de Planejamento Institucional (SPI)
  - Superintendência de Tecnologia da Informação (STI)
  - Superintendência de Gestão de Pessoas (SGP)
  - Superintendência de Administração e Finanças (SAF)

Em termos de estrutura física, a ANAC possui unidades em diversas localidades do território nacional. A sede está localizada em Brasília. Além da sede, a ANAC conta com 3 grandes representações regionais no Rio de Janeiro, em São Paulo e em São José dos Campos. 
A sede e as representações regionais possuem servidores responsáveis por processos de normatização, de certificação de empresas e de pessoas, de planejamento e suporte, de julgamento de multas e autos de infração e de representação perante outros órgãos relacionados a aviação civil, em âmbito nacional e internacional.
Existem também os Núcleos Regionais de Aviação Civil (NURACs), com servidores que atuam tanto na prestação de serviços a aeronautas e proprietários de aeronaves quanto na realização de atividades de fiscalização e auditoria em empresas de transporte aéreo, concessionárias de aeroportos, empresas de manutenção de aeronaves e demais empresas de serviços relacionados a aviação civil. 
Os NURACs estão localizados em Belo Horizonte (Pampulha e Confins), Campinas, Cuiabá, Curitiba (Afonso Pena e Bacacheri), Fortaleza, Guarulhos, Manaus, Natal, Porto Alegre, Recife, Rio de Janeiro (Galeão e Santos Dumont), São Paulo (Congonhas) e Salvador.